# René Moineau
Pour les articles homonymes, voir Moineau (homonymie).
 (mai 2019).
Si vous disposez d'ouvrages ou d'articles de référence ou si vous connaissez des sites web de qualité traitant du thème abordé ici, merci de compléter l'article en donnant les références utiles à sa vérifiabilité et en les liant à la section « Notes et références ».
René Moineau, né le 11 août 1887 à Lisieux, France, et mort le 5 octobre 1948 à Bruxelles, Belgique, est l’un des pionniers français de l’aviation et un inventeur dans différentes branches de l’aéronautique et de la mécanique des fluides. Pilote et ingénieur chez Breguet, il conçoit dès 1915 son propre avion, le Salmson-Moineau SM.1, puis se consacre à l’invention de nombreux brevets dont la pompe Moineau toujours utilisée en industrie, ou encore le premier train d'atterrissage escamotable/rentrant (dont il dépose le brevet en 1918).

## Biographie

### Naissance et études
Fils de Louis Moineau et de Marguerite Moitrier, René Joseph Louis Moineau naît à Lisieux le 11 août 1887 dans une famille originaire de la Nièvre et de la Lorraine. Il passe son enfance à Versailles puis à Nancy, où il obtient sa licence ès sciences en 1906 et le diplôme d’ingénieur de l’Institut d’Électrotechnique et de Mécanique. Dès 1909 il construit ses premiers planeurs biplans avant de découvrir le ballon libre et la montgolfière ; il passe son brevet de pilote de ballon libre la même année.

### Les années Breguet
En 1909, il y avait trois ans que Santos-Dumont avait déjà fait voler un engin plus lourd que l’air, et Farman, Voisin ou Blériot avaient également fait leurs premiers vols propulsés. Sept ou huit constructeurs d’avions sont alors présents en France. C’est chez Louis Charles Breguet qu'entre René Moineau en janvier 1911 en tant qu’ingénieur-dessinateur ; six mois après, il passe son brevet de pilote. De 1911 à 1914, il mêle à son métier d’ingénieur celui de pilote d'essai pour le constructeur.

Biplan Breguet piloté par René Moineau, 1911

### La guerre
Mobilisé en août 1914 comme pilote, il est affecté à l’escadrille Breguet 17 et participe aux missions de reconnaissance aérienne et de soutien à l’infanterie. En 1915, il construit son premier avion à Vélizy, un biplan biplace à hélice propulsive arrière. La même année, sur une commande de l’armée pour disposer d’un avion de reconnaissance à grand rayon d’action, il s’associe aux établissements Salmson et construit le Salmson-Moineau SM.1, biplan biplace d’une envergure de 17 mètres. L'avion fut testé début 1916 et une commande de 100 exemplaires fut passée bien que l'avion soit inférieur au Sopwith 1½ Strutter qui équipait très largement les unités (plusieurs milliers d'exemplaires). En service, le SM.1 n'eut guère de succès. Le train d'atterrissage à roulette de nez se fracassait en cas de mauvaise utilisation et causa de nombreux accidents. Le système de transmission complexe (un moteur latéral entraînant deux hélices par un jeu de cames sophistiquées) était délicat à maintenir en opération et les performances étaient insuffisantes. Environ 150 SM.1 furent construits. L'avion fut retiré du service en 1917 mais quelques-uns servirent jusqu'à fin 1918. La Russie impériale acheta quelques SM.1, mais ils n'y furent pas mieux appréciés [réf. souhaitée].

### L'époque des inventions
De 1918 à 1948, René Moineau dépose plus de cinquante brevets, dont une quinzaine concernent directement l’aéronautique, les autres étant liés à la mécanique des fluides, aux pompes et aux compresseurs utilisés par l’aéronautique. Trois ans avant l’ingénierie américaine, il dépose en 1918 le brevet du premier train d'atterrissage escamotable ou rentrant, et celui d’un monoplan sans hauban. À partir de 1920 il s’intéresse aux ailes battantes et aux ailes tournantes qu’il juge d’avenir. Il crée en 1924 sa société Avions René Moineau, mais souffre de l’administration française qui ne s’intéresse plus à l’aviation depuis la fin de la guerre. Ses travaux et ses brevets se succèdent néanmoins autour des « machines volantes » à ailes tournantes qui préfigurent l’hélicoptère. En 1939 il obtient son doctorat d’État pour une thèse portant sur deux sujets : « l’aile battante » et « un nouveau capsulisme ».

### Un nouveau capsulisme

Principe du capsulisme

Sur la base de ses recherches sur les compresseurs utilisés en aéronautique, René Moineau se penche dans les années 1930 sur un innovant système de pompe. Ce « nouveau capsulisme » se fonde sur le principe d’un rotor excentré tournant dans un stator hélicoïdal. Ce procédé, initialement compresseur, connut bientôt un fort succès industriel comme pompe.
Le rotor en métal est un engrenage à une dent, le stator en élastomère est un engrenage à deux dents. Lorsque le rotor est inséré dans le stator, une double chaîne de cavités étanches (alvéoles) est constituée. Dès que le rotor tourne, les alvéoles progressent le long de l’axe de la pompe sans changer de forme ni de volume et transfèrent ainsi le fluide de l’aspiration au refoulement. Les avantages sont : un auto-amorçage, un débit constant et non pulsatoire, un rendement élevé, une réversibilité de la pompe, la stabilité à la pression. La pompe Moineau permet également de transférer des fluides visqueux ou abrasifs, hétérogènes, fragiles, émulsionnants ou multibasiques.
En 1932, René Moineau fonde la société PCM (Pompe, Compresseur, Mécanique), dont il délègue la direction, et qui vendra ses licences à plusieurs sociétés dans le monde dont : Mono Pumps (UK), Moyno Pump (Robbin & Meyers, USA). En 1948, il décide de s’installer en Belgique avec le projet de partir aux États-Unis pour poursuivre ses travaux d’ingénieur. Il meurt à Bruxelles le 5 octobre 1948 à l'âge de 61 ans.
En 2005, plus de 200 000 pompes Moineau étaient encore fabriquées chaque année dans le monde, notamment pour l’industrie pétrolière et gazière (pour le gaz de couche notamment).